# Gare d'Aihara
La gare d'Aihara (相原駅, Aihara-eki) est une gare ferroviaire de la ville de Machida, dans la métropole de Tokyo, au Japon. Elle fait partie de la ligne Yokohama et est explotée par la compagnie JR East.

## Situation ferroviaire
La gare d'Aihara est située au point kilométrique (PK) 35,7 de la ligne Yokohama.

## Histoire
La gare a été ouverte le 23 septembre 1908. Avec la privatisation des chemins de fer nationaux japonais (JNR) le 1er avril 1987, la gare est passée sous le contrôle de la JR East.

La numérotation des stations a été introduite le 20 août 2016, Aihara se voyant attribuer le numéro de station JH29 ,.

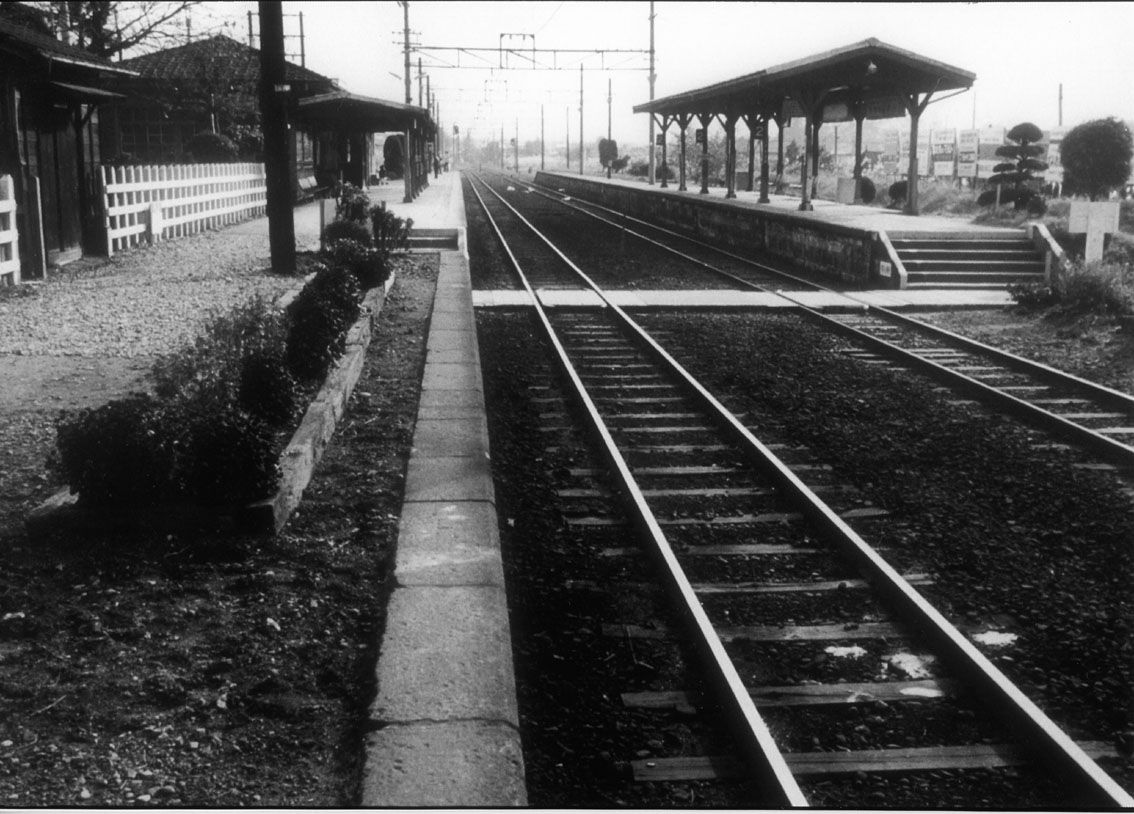
Les quais de la gare en 1972
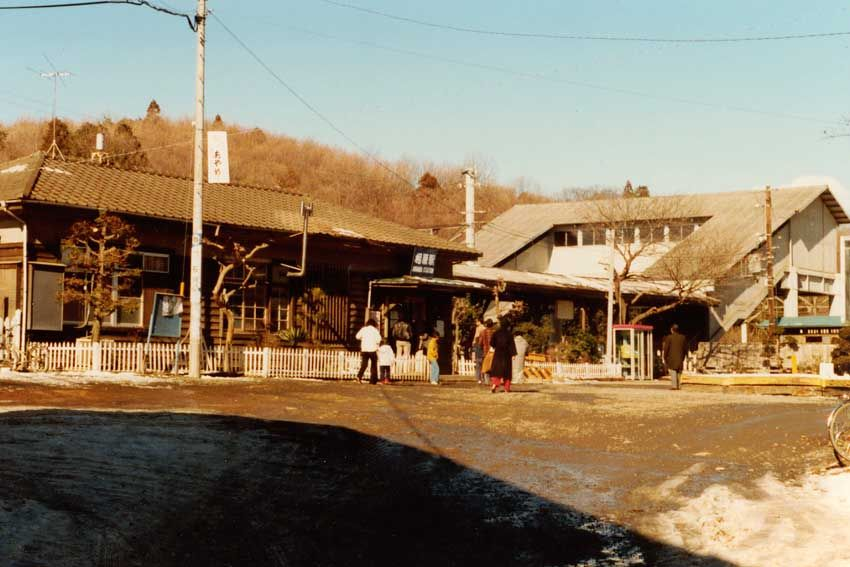
Le parvis de la gare en 1985
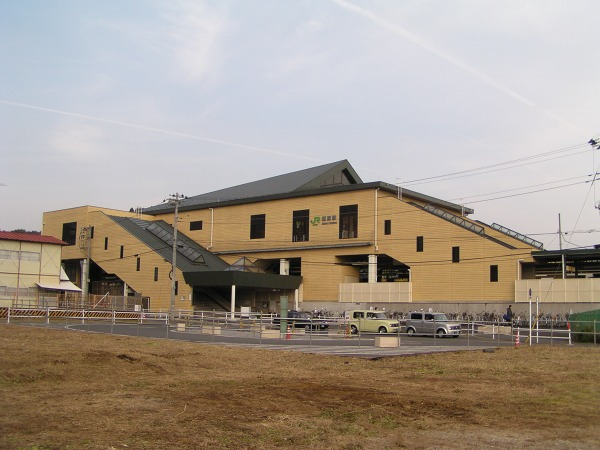
Le côté ouest en novembre 2005 avant l'achèvement du parvis de la gare

## Services aux voyageurs

### Accès et accueil
La gare dispose d'un bâtiment voyageurs, avec guichet, ouvert tous les jours. Elle comprend deux quais latéraux desservant deux voies.

### Desserte
- Ligne Yokohama :
  - voie 1 : direction Yokohama
  - voie 2 : direction Hachiōji

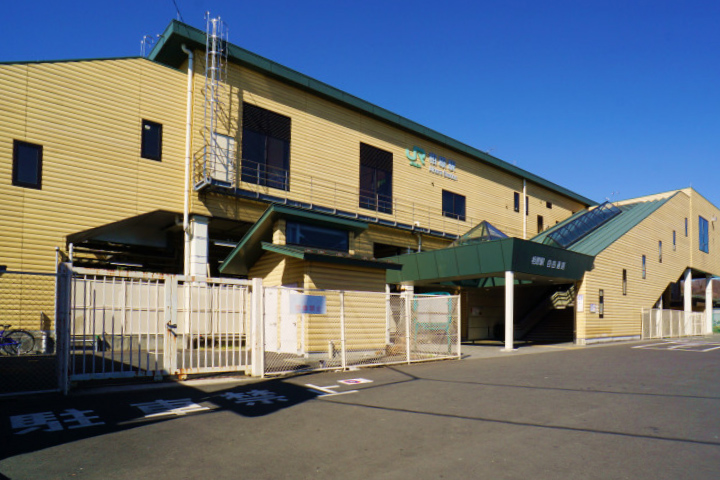
Le côté est de la gare en mars 2017
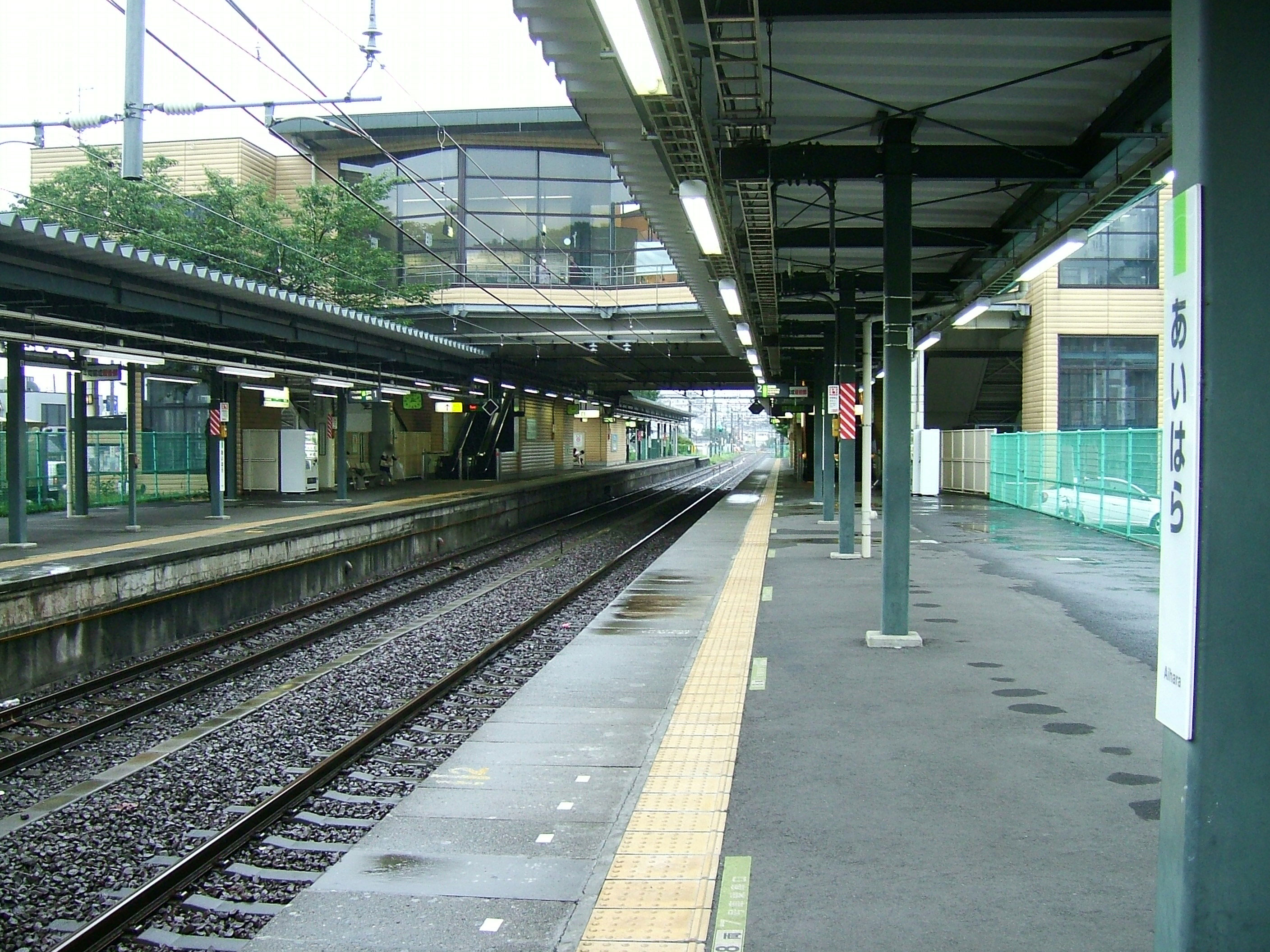
Les plateformes en août 2008

### Statistiques de passagers
Pendant l'année fiscale 2019, la gare a été utilisée en moyenne par 10 407 passagers par jour (passagers à l'embarquement uniquement).

## Dans les environs
- Ville de Machida, centre de Sakai
- Bibliothèque de la ville de Machida, quartier de Sakai
- École élémentaire Aihara de la ville de Machida
- Collège Sakai de la ville de Machida